# Mas del Víctor (la Selva del Camp)
El Mas del Víctor és una obra amb elements neoclàssics i romàntics de la Selva del Camp (Baix Camp) inclosa a l'Inventari del Patrimoni Arquitectònic de Catalunya.

## Descripció
La capella és una habitació bastida en un dels costats del primer pis de l'edifici principal del mas, de grans proporcions. La casa presenta una àmplia façana blanca, amb porta allindada i diferents obertures. Sota el breu ràfec, hi ha disposades una mena de mènsules o carteles quadrades decoratives. Al centre de la façana, encara que no en la mateixa vertical, sinó més aviat retirada cap el centre de la corberta, hi ha una espadanya de ferro amb campana, i una creu al capdamunt. Sobre la porta hi ha un rellotge de sol amb la data. La capella és una sala dividida en tres parts mitjançant dues línies de columnes amb capitells d'estil corinti i sostre en forma de volta de canó. Tota la casa conserva els papers i les pintures, guixos i decoracions originals de les parets. Dels mobles, només se'n conserva una part.

## Història
El mas té una superfície ocupada de 700 m². Les terres de la finca (polígon 16, parcel·la 68), s'estenen un total de 14 Ha, 97 a, i 20 ca. Ús essencialment agrícola. El mas va pertànyer al terratinent Víctor Rosselló. Capella dedicada a Sant Antoni de Pàdua.